# جورج شيفر
جورج شيفر (بالألمانية: Georg Schaefer)‏ هو رسام وشاعر ألماني، ولد في 25 مارس 1926 في Leinefelde ‏ في ألمانيا، وتوفي في 11 يناير 1991 في تشاتهام في الولايات المتحدة.